# Metioche quadrimaculata
Metioche quadrimaculata is een rechtvleugelig insect uit de familie krekels (Gryllidae). De wetenschappelijke naam van deze soort is voor het eerst geldig gepubliceerd in 1952 door Chopard.